# トミーズ芸能社
株式会社トミーズ芸能社（トミーズげいのうしゃ）は、日本の芸能事務所。所在地は東京都渋谷区千駄ヶ谷。

## 概要
自らエンターテイメントの現場を生み出すことを新たなコンセプトに、魅力的なエンターテイナーを生み出すことを目的とし設立した、タレントマネジメント、コンテンツ製作会社である。
株式会社トミーズアーティストカンパニーの創設者である小林謙治が名誉相談役として加わり、映画プロデューサーとして全国公開の作品を生み出し、著名プロダクションの代表経験もある佐藤紳司が代表取締役として、2021年に新たに立ち上げた芸能プロダクションである。

## 所属タレント
- 深町友里恵
- 市原ゆりえ
- 結城結
- うえだあきる
- 南里弘和（業務提携）

## 過去に所属していたタレント
- 一原らん
- 菜本みくる
- 山岡南美